# Alexandre-Charles Guillemot

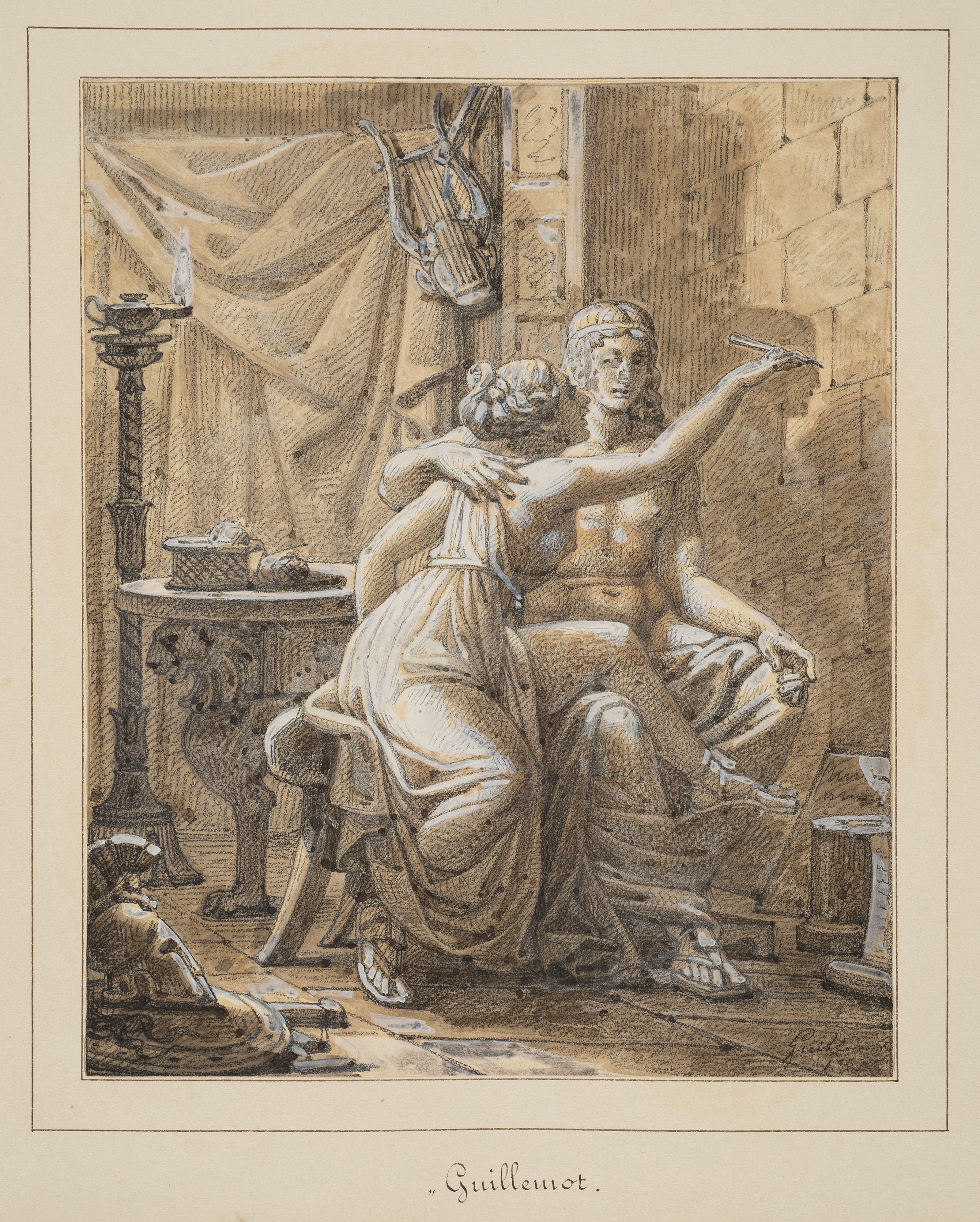
Il mito di Dibutade o “L’invenzione del disegno” (1825), incisione editoriale di Alexandre-Charles Guillemot.

Alexandre-Charles Guillemot (Parigi, ottobre 1786 – Antico XI arrondissement de Paris, 18 novembre 1831) è stato un pittore francese.

## Biografia
Alexandre-Charles Guillemot è il figlio di Jacques Alexandre Guillemot e Laurence Rosalie Pingard, commercianti orafi del Pont au Change a Parigi.
Nel 1798 o 1799 fu allievo di Jacques-Louis David. Sarebbe stato anche allievo di un uomo di nome Allais (forse Louis-Jean Allais).
Il 26 agosto 1807, La Gazette nationale ou le Moniteur universel riferirono di aver ricevuto un premio presso le «Écoles spéciales des beaux-arts» ("Scuole Speciali di Belle Arti").
Nel 1808 gareggiò per il Prix de Rome e ricevette il primo premio per Erasistrato che scoprì la causa della malattia di Antioco. Rimase sei anni a Roma presso Villa Medici.
Secondo gli opuscoli del Salon, i suoi domicili parigini erano nel 1814: 15, rue du Plâtre Saint-Jacques (attuale rue Domat); dal 1817 al 1822: 49, quai des Grands-Augustins; dal 1824 al 1827: 14, rue d'Assas. Grazie al suo certificato di morte conservato negli Archivi di Parigi si scopre che morì, celibe, nella sua casa al 16 di rue de l'Ouest (a Parigi).

## Saloni
Alexandre Charles Guillemot espone ai Saloni parigini dal 1814 al 1833, e ai saloni della città di Douai.
Parigi: 1814, 1817, 1819, 1822, 1824, 1827, 1831, 1833.

## Opere

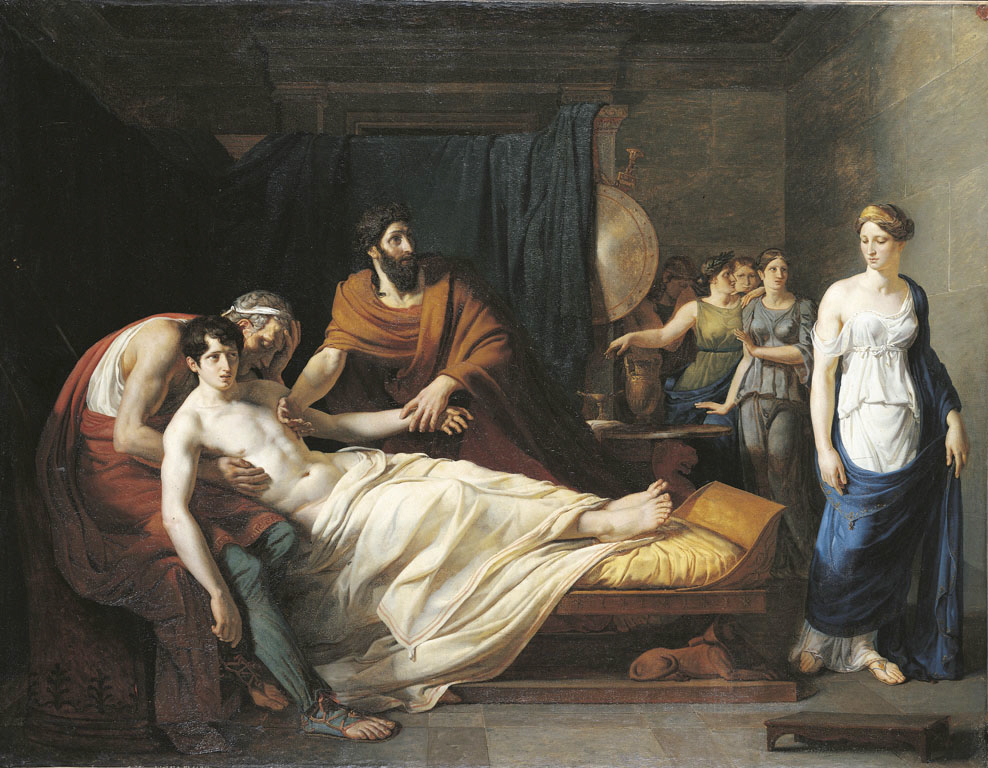
Érasistrate découvre la maladie d'Antiochus (1808; Parigi, École nationale supérieure des beaux-arts).

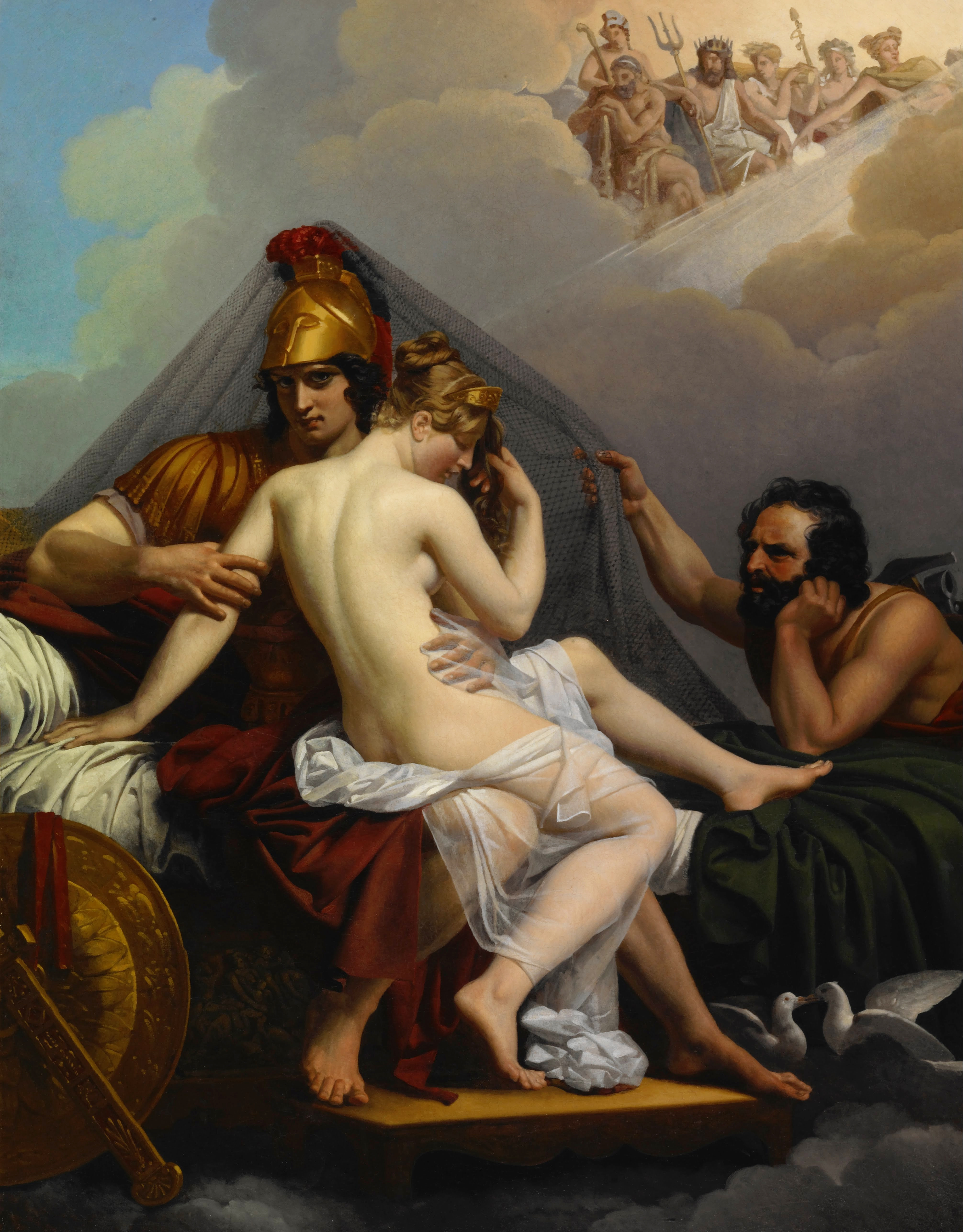
Mars et Vénus surpris par Vulcain (1827; Indianapolis, Museum of Art).

Elenco non esaustivo, in ordine alfabetico per località:
Stati Uniti
- Indianapolis, Museum of Art: Mars et Vénus Surpris par Vulcain, 1827.[6]

Francia
- Aix-en-Provence: 
  - musée Granet:
    - Le Roi René signant une lettre de grâce, 1824;
    - Le Christ apparaissant aux trois Maries, 1831.[7]
- Limoges, cattedrale di Saint-Étienne: La Lapidation de saint Étienne, (1831; olio su tela, 3,60 x 2,40 m).[8] In deposito dal 1831.
- Montauban, musée Ingres-Bourdelle, Mars attiré par l'Amour surprend Rhéa Sylvia endormie (1819), archiviato al musée du Louvre.[9]
- Parigi:
  - École nationale supérieure des beaux-arts: Érasistrate découvre la cause de la maladie d'Antiochus (1808).
  - Chiesa di Saint-Sulpice: Saint Vincent de Paul assistant Louis XIII à ses dernières heures, affresco.
  - musée Carnavalet: 
    - L'Assomption de la Vierge (1828), bozzetto per la cappella del liceo Louis-le-Grand;[10]
    - Le Christ descendu de la Croix (1819 circa), schizzo per la chiesa di Saint-Thomas-d'Aquin.[11]
- Rennes, musée des Beaux-Arts: Sapho et Phaon (1819), opera perduta.

Italia
- Pisa, museo nazionale di San Matteo:[12] copia di un dipinto di Giovanni Bazzi realizzato da Dominique Vivant Denon per il Musée Napoléon.[13]

## Critica
A proposito della Clémence de Marc-Aurèle (1827; localizzazione sconosciuta), Auguste Jal scrisse: 
L'ouvrage de Monsieur Guillemot est sagement conçu, mais, selon bien des gens, d'une manière un peu commune ; la couleur en est froide et monotone. On y remarque encore plus l'absence de grandes qualités que la choquante apparence de grands défauts. L'auteur a beaucoup mieux réussi dans le Marc-Aurèle que dans le Combat d'Hercule et de Mars sur le corps de Cycnus, et surtout dans Acis et Galathée et dans Mars et Vénus. Ces deux derniers tableaux sont du plus mauvais goût ; on dirait un héritage de quelque peintre de 1760. Quant au combat d'Hercule et de Mars, il y a des parties d'étude estimables ; mais l'ensemble est d'une froideur insupportable. Ce sont des académies arrangées pour le théâtre, et qui fourniraient un tableau final de mélodrame ou d'opéra. Les deux meilleures figures du tableau de Marc-Aurèle sont celles des conspirateurs placés à la droite du trône de l'empereur ; pour l'homme au manteau lilas si durement plissé, il est fort médiocre. Le bras gauche du licteur qui anéantit les témoignages de la conjuration, et la tête de l'Asiatique à genoux, le plus près du cadre à droite, sont des détails estimables. Monsieur Guillemot a une revanche à prendre ; je souhaite qu'il gagne en 1830 autant qu'il a perdu en 1827, et qu'il oublie l'auteur d'Acis et de Vénus pour se rappeler celui du Christ descendu de la croix(1). 
Note 1 : exposé au Louvre en 1817, maintenant à l'église de Saint-Thomas-d'Aquin. C'est un tableau qui promettait un peintre distingué.»
Il lavoro di Messer Guillemot è concepito saggiamente, ma, a detta di molti, in un modo piuttosto comune; il colore è freddo e monotono. Notiamo l'assenza di grandi qualità ancor più che l'apparenza sconvolgente di grandi difetti. L'autore riuscì molto meglio nel (suo) Marco Aurelio che ne Il combattimento di Ercole e Marte sul corpo di Cicno, e soprattutto nell'Aci e Galatea e nel Marte e Venere. Questi ultimi due dipinti sono di pessimo gusto; sembra un lascito di qualche pittore del 1760. Per quanto riguarda il combattimento tra Ercole e Marte, ci sono parti di studio pregevoli; ma il tutto è insopportabilmente freddo. Si tratta di accademie predisposte per il teatro, e che fornirebbero un quadro definitivo del melodramma o dell'opera. Le due figure migliori nel dipinto di Marco Aurelio sono quelle dei congiurati posti a destra del trono dell'imperatore; l'uomo dal mantello lilla, così duramente pieghettato, è molto mediocre. Particolari di pregio sono il braccio sinistro del littore che distrugge le prove della congiura e la testa dell'asiatico inginocchiato, più vicina alla cornice di destra. Mastro Guillemot ha da prendersi una rivincita; spero che guadagni nel 1830 tanto quanto perde nel 1827, e che dimentichi l'autore di “Aci e di Venere” per ricordare quello del “Cristo deposto dalla croce” (1).
Nota 1: esposto al Louvre nel 1817, ora alla chiesa di San Tommaso d'Aquino. È un dipinto che prometteva un pittore illustre.»
(Auguste Jal, Esquisses, croquis, pochades, ou, Tout ce qu'on voudra, sur le Salon de 1827, Parigi, Dupont, 1828, pp. 415-417.)